# 2347 Vinata
2347 Vinata eller 1936 TK är en asteroid i huvudbältet som upptäcktes den 7 oktober 1936 av den amerikanske astronomen Henry L. Giclas vid Lowell-observatoriet. Den är uppkallad efter Vinata i indisk mytologi.
Asteroiden har en diameter på ungefär 25 kilometer.